# Ficinia mucronata
Ficinia mucronata är en halvgräsart som beskrevs av Charles Baron Clarke. Ficinia mucronata ingår i släktet Ficinia och familjen halvgräs. Inga underarter finns listade i Catalogue of Life.